# Histoire de l'animation canadienne
L'animation canadienne joue un rôle prépondérant sur la scène mondiale, particulièrement en ce qui a trait à l'animation d'auteur. Son développement est étroitement lié à celui de l'Office national du film du Canada. L'implication de l'animateur d'origine écossaise Norman McLaren dans l'organisation fera naitre une branche consacrée exclusivement à l'animation. Au Canada, le domaine de l'animation est enrichi de nombreuses collaborations internationales.

## Débuts
Norman McLaren rejoint l'ONF en 1941. Un an plus tard, à la demande de John Grierson, il réunit une petite équipe d'animateurs. En 1966, René Jodoin met sur pied le studio d'animation du Programme français de l'ONF. Sous la direction de Jodoin, il est graduellement décidé d'orienter la production vers des techniques expérimentales et originales plutôt que de tenter une compétition couteuse et risquée avec les superproductions américaines et leur technique d'animation sur cellulose. L'ONF adopte des positions d'exploration stylistiques dès les débuts de son existence. En dehors des productions de l'Office national du Film, quelques pionniers tentent à leur tour d'implanter une pratique de l'animation au Canada. Dans les années 1920, un torontois, Bryant Fryer, tourne deux films d'animation devant s'insérer dans une série inachevée de 12 épisodes. Quelques années plus tard, il s'inspire du style de l'allemande Lotte Reiniger pour réaliser des films de silhouettes animées.
Vers la fin de ses jours, le Montréalais Raoul Barré (1874-1932), qui s'était distingué dans les années 1910 en ouvrant un studio d'animation à New York, met sur pied une école d'animation, la Educational Art and Film Co. of Montréal. Il réunit autour de lui des étudiants auxquels il enseigne les rudiments de l'animation. La pédagogie de Barré reproduit le fonctionnement d'un studio industriel, puisque les étudiants sont amenés à se familiariser avec l'animation en participant à la production d'un court métrage de dessins animés, Microbus 1er, qui restera inachevé. La fondation du studio d'animation de l'ONF marque donc les débuts d'une véritable pratique de l'animation au Canada.

## Actuellement
Le domaine de l'animation au Canada est toujours effervescent, on y trouve plusieurs écoles, studios, regroupements et organismes participant activement à la production, création et promotion de l'animation canadienne.

## Animateurs renommés
- Norman McLaren : actif à l'ONF dès 1941, il réalise une quantité importante de films d'animation, dont plusieurs sont déterminants sur la scène de l'animation mondiale. Récipiendaire d'un oscar pour le film Voisins et la Palme d'or de cannes pour le court métrage Blinkity Blank, il conçoit et réalise ses films de façon entièrement artisanale.
- René Jodoin : sera appelé à mettre sur pied la branche francophone d'animation à l'ONF.
- Co Hoedeman : ce réalisateur de films d'animation en volume utilise entre autres marionnettes, sable ou personnages en broche. Il met en scène des films convenant à un public jeune, exprimant des valeurs humanitaires.
- Jacques Drouin : un des rares réalisateurs à utiliser l'écran d'épingle comme médium principal pour sa producteur. Innovateur, ses films oscillent entre la représentation poétique et l'abstraction.
- Pierre Hébert : partisan de la gravure sur pellicule, ses réalisations manifestent souvent des opinions politiques. Le film Souvenirs de guerre par exemple, fait sentir au spectateur le côté horrible de la guerre.
- Peter Foldès : d'origine hongroise, il réalise un des premiers films d'animation assisté par ordinateur, La Faim (1973), dans lequel les métamorphoses réalisées à l'aide de calculs informatiques constituent le moteur du récit.
- Ryan Larkin
- Caroline Leaf : cette réalisatrice dessine sur une plaque de verre, directement sous la caméra. Dans Le Mariage du hibou (1974), elle travaille avec du sable et dans La Rue (1976) avec de la peinture.
- Chris Hinton
- Michèle Cournoyer : auteure dont l'œuvre présente et questionne les difficultés des relations de couple ainsi que les abus faits aux femmes sur le plan sexuel et psychologique. Elle maitrise et utilise abondamment la technique de la métamorphose (Le chapeau, La basse-cour).
- Frédéric Back : il a notamment réalisé deux courts-métrages incontournables : L'homme qui plantait des arbres (1987) et Le fleuve aux grandes eaux (1993).

## Théorie et analyse
À la direction du studio d'animation pour la portion francophone de l'ONF, Marcel Jean est auteur de trois ouvrages consacrés au cinéma d'animation. L'un (Pierre Hébert, l'homme animé) consacré à l'œuvre du cinéaste Pierre Hébert. Le langage des lignes, se penche quant à lui sur la spécificité du cinéma d'animation, l'importance de la ligne, le rôle de la métamorphose etc. Dans son plus récent ouvrage, Quand le cinéma d'animation rencontre le vivant, appuyé de textes de Pierre Hébert et Marco de Blois, l'auteur et se questionne sur la place du réel au cinéma d'animation mais particulièrement à la lumière de l'application des récentes technologies de l'imagerie synthétique.
Animateur de renommée internationale particulièrement connu du public pour son travail de directeur de l'animation dans Qui veut la peau de Roger Rabbit, mais aussi reconnu dans la sphère de l'animation pour son tristement célèbre The Thief and the Cobbler, Richard Williams publie The animator's survival kit dans lequel il donne ses conseils aux animateurs en devenir. Il se concentre particulièrement sur les notions techniques de la chose.

## Prix et honneurs
Des oscars, palmes d'or et autres prix ont été décernés depuis l'existence de l'animation canadienne. Les voisins (1952) de Norman McLaren a remporté un oscar ; idem pour d'autres séries telles que L'Homme qui plantait des arbres (1987) de Frédéric Back, et Ryan (2004) de Chris Landreth.
Blinkity Blank de Norman McLaren est récipiendaire de la Palme d'or du court métrage. René Jodoin (2001) remporte le prix Albert-Tessier. Le langage des lignes (1996) de Marcel Jean remporte l'APEC-Olivieri.